# Zapotlanejo
Zapotlanejo is een stadje in de Mexicaanse staat Jalisco. De plaats heeft 32.376 inwoners en is de hoofdplaats van de gemeente Zapotlanejo.
In de precolumbiaanse periode was Zapotlanejo een nederzetting van de Tecuexes. In 1523 werd het door de Spanjaarden onderworpen. In 1811 werd in de slag bij Puente de Calderón bij Zapotlanejo de onafhankelijkheidsstrijder Miguel Hidalgo verpletterend verslagen door de Spaanse royalistische troepen van Félix María Calleja.
Zapotlanejo is een belangrijk verkeersknooppunt. Hier komen de federale wegen 80 uit het noorden en 15 uit Mexico-Stad samen en leiden vanaf daar naar het ongeveer 35 kilometer westelijker gelegen Guadalajara. De belangrijkste bron van inkomsten is de dienstensector.